# Kamagorgonidae

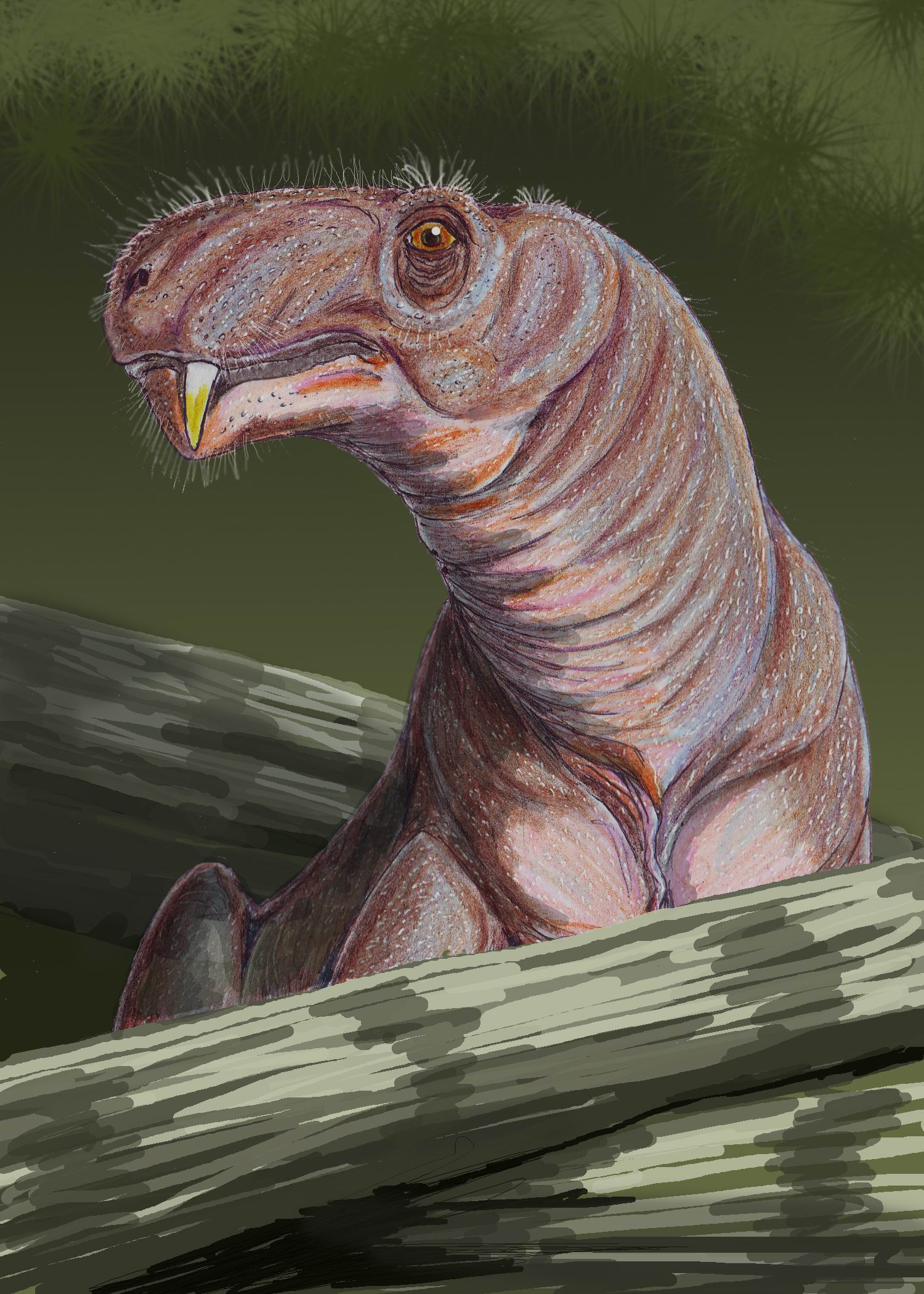
Kamagorgon kép

A Kamagorgonidae az emlősszerűek (Synapsida) osztályába, a Therapsida rendbe, és a Gorgonopsia alrend tartozó, ragadozók családja volt.

## Leírásuk
A Kamagorgonidaek voltak az első ismert Gorgonopsiák. A középső perm időszakban, 270-269 millió évvel ezelőtt éltek, a mai Oroszország területén. A család egyetlen nemzetséget tartalmaz, a Kamagorgont.
A Kamagorgonidaek közül a legnagyobb példányok elérhették a 2 méteres hosszúságot is. Koponyájuk 22-35 centiméter hosszú volt, fajtól függően. A Gorgonopsia alrend képviselői szemfogakkal rendelkeztek és lehet, hogy melegvérűek voltak, ennek megállapításához azonban még több bizonyíték szükséges.

## Rendszerezésük
A család a Gorgonopsia alrendbe tartozik, 1 nemzetséget és 1 fajt tartalmaz:
- Kamagorgon ulanovi